# Laridjan
Laridjan o Larijan és un districte del comtat d'Amol a la província de Mazanderan a l'Iran, on hi ha la muntanya Damavand. Pren el seu nom del riu Lar, un riu perenne que baixa pel solell del Damavand i forma l'afluent principal del curs superior del riu Haraz; de Lar va derivar Larig (Lar + ig = "La part del Lar"). Està dividit en quatre dihistans: Bala Laridjan, Bihrustak, Amiri i Dilarustak
La comarca tenia una extraordinària densitat de pobles encara que molts habitants tenien terres a la plana cap a la mar Càspia on anaven a l'hivern, mentre que gent d'Amol anava al Laridjan a passar l'estiu. Encara va conèixer una expansió a l'inici del segle xx però després va entrar en regressió. Modernament l'emigració cap Amol i Teheran ha causat un despoblament, no compensat per l'emigració en la dècada de 1930, de nòmades que ocupaven les terres abandonades, però la vida dels quals es va transformar amb l'arribada de millors comunicacions, i la transformació del comerç de la llet i la carn. La comarca és el punt de partida per l'ascensió al Damavand, muntanya mítica dels perses. Els seus habitants foren guerrers reputats. El 1950 la població s'estimava en uns 12.000 habitants, dels quals 7.500 al dihistan de Bala Laridjan; els cens de 1966 i 1976 van mostrar una lenta regressió.

## Història
Laridjan era una regió i també un establiment de localització incerta. La primera capital de la regió era War. El mític heroi persa Afridun, Firidun o Fereydūn va néixer ja a la població de Laridjan, esmentada com a kasaba de la regió del mateix nom. Un altre lloc important era Shabad o Čalab, al dihistan de Dilarustak, al nord del Damavand. Sota els arsàcides, el sobirà de la regió dins la qual estava Laridjan era Djushnafshah. A l'època sassànida la regió feia part suposadament de Padaskhʷargar el sobirà del qual era Mah Gushnap. Va pertànyer al sassànida Kawad i després al seu fill Kawus per passar després al control de la família d'origen sassànida dels Karínides. El nom de Kuh-i Karin (o Djabal Karin) designava les muntanyes Alburz orientals i comprenia (segons Hyacinth Louis Rabino di Borgomale) el Laridjan, a més del Savah Kuh i el Hazar Djarib; però segons la Djahan-nama el Djabal Karin era anomenat també Djabal Runandj (o Djabal Runa), més conegut com a Ruyan, i el Damavand (i per tant Laridjan) no en feia part.
És poc clar quan els àrabs van envair-la; la regió muntanyosa al nord de Rayy era anomenada Kasran (Khurasan) dividida en Kasran-i dakhil (o Kasran-i daruni) i Kasran-i kharidj (o Kasran-i biruni), i el Laridjan pertanyia al primer; apareix esmentat sovint el Lar-i Kasran. Les muntanyes del nord-oest pertanyien al Rudbar -i Kasran. És possible que el Laridjan gaudís d'independència entre el Kasran i el Lavasan. Al moment de la conquesta de Rayy, que al-Tabari situa el 642, el masmughan (senyor dels mags) tenia sota la seva jurisdicció Dunbavand, Khuwar, Laris i Shirriz, i fou sotmès al pagament de la djizya i el kharadj; segons Kariman una part del Laridjan i el nord del Kasran estaven en mans del masmughan, però això no està establert per altres fonts. Finalment els dominis del masmughan foren conquerits per Abu-Múslim el 748 (segons Ibn al-Athir, recollit per Marquart). Laridjan tenia importància perquè controlava una ruta comercial, militar i pastoral que anava d'Amol a Rayy de nord a sud, a l'est cap al Khurasan i Kumis (via Firuzkuh), i a l'oest cap a Qazvín i l'Azerbaidjan; això implica l'existència d'un poder local estable que era exercit per uns senyors que portaven el títol de marzbans. Ibn Isfandiyar dona una llista de marzbans de Laridjan sent el primer Sadl o Fadl ibn al-Marzban el 866 que va arranjar la ruta que abans era impracticable. La llista fou reconstruïda amb ajut d'altres fonts per Rabino, fins al segle xiii.
La regió fou islamitzada tardanament. Els marzbans de Laridjan van fer bona acollida als alides i junt als senyors de Kasran es van aliar al germà d'Hasan ibn Zayid, conegut com el Dai al-Saghir. El 885/886 el dai Muhammad ibn Zayd, germà de Hasan, es va voler apoderar de Rayy però fou derrotat i es va refugiar al Laridjan. Encara que se sap poca cosa de la història local, el país va romandre de fet independent com a poder local durant segles, i nominalment vassall dels poder superiors (califat, buwàyhides i seljúcides principalment). Yaqut al-Hamawi descriu Laridjan com un petita vila just a mig camí entre Rayy i Amol, protegida per una fortalesa.
Al segle xi, després de la mort de Malik Shah I (1092) Muhammad I ibn Malik Shah va ordenar als senyors de Laridjan, Ruyan i Amol d'ajudar-lo en la lluita contra els ismaïlites. Muhammad va designar governador de Rayy, del que depenia Laridjan, al seu fill Malik Ahmad que va delegar en un amir (general) de nom Sunghur o Sunkur-i Kučik. Aquesta política tenia per objectiu assegurar el control de les regions més favorables al xiïtes, i els ishpabadhs bawàndides s'hi van oposar. La decadència dels seljúcides fou aprofitada pels senyors locals per esdevenir independents. Laridjan va tenir per un temps conflictes amb el ishpabadh Shah Ghazi Rustam I (1140-1163); el marzban local, Manučihr va establir la fortalesa de Kala Kuhrud (més tard anomenada Karu o Karud) que va esdevenir un lloc pròsper on es van establir artesans de l'Índia, Egipte, Síria i altres llocs; altres fortaleses són esmentades al seu temps entre les quals la kala de Laridjan i la kala de Fulul. Manučihr, junt amb altres senyors locals del Tabaristan, va fer aliança amb el ishpabadh bawàndida Shah Ghazi Rustam I i les seves tropes van participar en la conquesta de Bistam (Bastam) i Damghan.
A Manučihr el va succeir el seu fill Abu Harb, violent i no religiós que va matar el pare i els seus germans per engany; va mantenir l'aliança amb Rustam I i va combatre a l'ustundar Kay Kawus; sotmès aquest va combatre el rebel Garshaf. A la darrera expedició militar de Rustam I, Abu Harb estava entre els seus caps guerrers. Una revolta popular a Laridjan li va costar la vida i el general Ali Laridjani va proclamar marzban al fill d'Abu Harb, Kinkhʷar o Kina-khʷar (que vol dir "el venjador") que tenia només un any. Ali va agafar el títol d'atabeg i va acabar marxant a Rayy per reunir-se amb el atabeg Ildegiz, emportant-se els tresors de Laridjan. Els laridjanis es van posar al servei del ishpabadh Ala al-Dawla Hasan de mal nom Malik Shahid (1663-1671) oncle matern de Kinkhʷar. Rustam I i Ala al-Dawla controlaven el Kasran i ara van exercir el domini de fet sobre el Laridjan. Però amir Laridjani (que deuria ser Ali) va incitar a l'atabeg Ildegiz a expulsar a Ala al-Dawla (segons Ibn Isfandiyar). No obstant una mica més tard l'ishpabadh Husam al-Dawla Shah Ardashir és esmentat per Ibn Isfandiyar com posseint el Laridjan com a part del darun Tamisha. Husam en va donar el govern al seu parent el ishpabadh Abu Djafar Asarb. Després d'això, ja iniciat el segle xiii, la història de la regió és poc coneguda durant un segle.
La kala de Laridjan s'esmenta com a refugi de la mare, les esposes i els fills de Djalal al-Din Manguberti xa de Coràsmia quan fugia de l'exèrcit mongol. Segons Mustawfi, la kala de Laridjan estava entre les fortaleses ismaïlites dominades per Hülegü el 1256. En endavant l'afebliment dels poders locals va fer perdre al Laridjan la seva importància estratègica. S'esmenta fins al segle xv com a wilayat-i Lar. Arghun Khan hi va fer construir un palau al peu del Damavand avui conegut com a Kusk-i Argun i es diu que fou en aquest palau que Ghazan es va fer musulmà el juny de 1295 si bé altres fonts situen el fet a Firuzkuh. El 1333/1334 el il-kànida Tugha Timur, que governava el Mazanderan, fou expulsat de la regió per Amir Masud Sarbadar; els sàyyids marashis van esdevenir la principal potència al Mazanderan. Entre 1381 i 1383 el sàyyid Fakhr al-Din, germà del sàyyid Mamal al-Din, es va apoderar de Kala-i Nur i en dos anys va dominar tots els castells de Talikan i Lavasan incloent els castells del Lar i Laridjan (Lawandar, Karud). El Laridjan pertanyia aleshores a Kiya Hasan Kiyai Damandar mentre el Namarustak, el Daylarustak, el Tarita Rustak i el Karud eren part del Mazanderan. El 1392 Tamerlà es va emportar cap a Transoxiana al sàyyid Kamal al-Din amb els seus germans i fills. Tamerlà fou visitat per l'ambaixador castellà Clavijo a la vall del Lar el juny o juliol de 1404 i diu que al lloc hi havia tres mil tendes.
A la mort de Tamerlà el 1405, el seu fill Shah Rukh va permetre retornar al Manzanderan al sàyyid Kamal al-Din amb els seus germans i fills. El 1418 el sàyyid Murtada ibn Ali va prendre el poder al Mazanderan i va donar el govern de Namarustak, Daylarustak i Tarita Rustal al seu fill Malik Kawus, amb permís de conquerir el Laridjan de mans de Kiya-i Damandar; però el poder fou disputat als marashis per altres poders locals, especialment els baduspànides (o rustamdariyya) que van portar successivament el títol de ishpabad, ustundar i malik, i els Kiya de Čulaw o Čalab i foren els primers el que van dominar la regió. A la mort del basudpànida Malik Gayumarth el 1453 el Rustamdar fou repartit entre els seus fills Kawus i Iskandar que van fundar les branques dels Banu Kawus a Nur i Banu Iskandar a Kudjur; el Laridjan va correspondre als Banu Iskandar junt al Namarustak i al Karud. Conflictes permanents van oposar a les dues branques. El qara qoyunlu Jahan-Xah va intervenir diverses vegades i finalment va forçar la intervenció d'Amir Kiya Sayyid Muhammad Gilani per separar als dos adversaris.
A l'inici del segle xvi la regió seguia en mans dels baduspànides. Al pujar al poder el safàvida Tahmasp I el wakil Div Sultan Rumlu va reunir les seves tropes al Lar per marxar al Khorasan, envaït pels uzbeks. En temps de Tahmasp I el domini baduspànida fou partit entre tres cosins; Malik Bahman que va rebre Laridjan; Malik Aziz que va rebre el Nur; i Malik Sultan Muhammad que va rebre el Kudjur. A l'inici del regnat d'Abbas el Gran el Rustamdar estava dividit en tres nahiya: Malik Bahman que tenia Laridjan, Malik Djahangir ibn Malik Aziz que tenia Nur, i Malik Djahangir ibn Malik Multan Muhammad que tenia Kudjur. Malik Bahman va lluitar contra els seus veïns als que volia dominar per la força, i aquestes lluites afavorien el desitjos del xa Abbas d'imposar el control directe. El 1592 Malik Bahman va acollir a Laridjan a una expedició safàvida que anava al Khorasan; el 1593 Bahman va atacar la kala de Lavasan i va fer presoner al germà de Malik Sultan Husayn Lavasani que fou executat i les seves dones i fills empresonats a Laridjan. Lavasani tenia la protecció d'Abbas el Gran i aquest va enviar a Farhad Khan en una segona campanya passant per Laridjan; sota orde del xa, Farhad va combatre a Bahman i el va fer presoner (1596/1597) que fou executat per pròpia mà de Malik Sultan Husayn Lavasani, que així venjava la mort del seu germà. Malik Kay Khusraw, fill gran de Bahman, es va sotmetre. Abbas va enviar al cap kizibaixi Muhammad Beg Begdilu Shamlu a conquerir les fortaleses dels germans i fills de Bahman que una vegada ocupades foren entregades a Lavasani. El Laridjan fou confiat per Abbas en tiyul a un hakim kizilbaixi. Els altres dos basuspànides, tots dos anomenats Malik Djahangir, es van sotmetre i van conservar importants posicions: el malik de Nur fou nomenat governador de Sava i el malik de Kudjur va conservar inicialment els seus dominis i fou un dels oficials més propers a Abbas, però quan es va revoltar amb altres maliks del Rustamdar, la revolta fou sufocada i tots els maliks executats i els dominis confiscats.
Tahmasp II va viure dos anys al Mazanderan (1724 a 1726) especialment a Laridjan on se li va unir Fath Ali Khan qajar que fou el seu sipahsalar. Els senyors del Mazanderan, i també els de Laridjan, es van declarar per la Dinastia Zand contra Muhammad Hasan Khan qajar Kuyunlu. Sabz Ali Khan, el principal notable de Laridjan, li va impedir d'anar a Amol. Wali Khan, enviat del cap qajar, va actuar de mala manera provocant un aixecament general a la muntanya i la plana del Mazanderan, dirigits per Mukim Khan Sarawi, governador afxàrida de Mazanderan. A la mort de Karim Khan Zand (1779) molts notables de Laridjan i altres llocs del Mazanderan es van aliar a Mustafa Kuli Khan qajar, germà però enemic d'Agha Muhammad Khan (després Agha Muhammad Shah). Aquest va derrotar a Ali Murad Khan Zand i a la coalició de laridjanis, mazanderanis i luris i a finals del 1780 dominava Mazanderan i Astarabad però seguia oposat als seus germans als que els laridjanis donaven suport. Rida Kuli Khan fou capturat per Agha Muhammad però alliberat es va tornar a revoltar i amb els seus mosqueters (tufangči) laridjanis va fer presoner a Aga Muhammad que fou alliberat al seu torn per intervenció de Murtada Kuli Khan. Rida Kuli Khan fou derrotat per l'exèrcit d'Astarabad i es va aliar Sadik Khan Zand i els laridjanis estaven en el camp dels Zand el 1781/1782, i es van unir a Amir Guna Khan, enviat d'Ali Murad Khan Zand al Mazanderan, però aquest va patir una greu derrota a mans d'Agha Muhammad a Sabze Maydan; la crueltat del cap qajar contra els laridjanis va restar proverbial. El 1783/1784 xeic Ways Khan Zand, el fill d'Ali Murad, va establir el control sobre tot el Mazanderan, Firuzkuh, Laridjan i Rustamdar (Nur-u-Kudjur). L'any següent Agha Muhammad va recuperar Mazanderan abans de marxar contra Teheran.
Sota Agha Muhammad Shah el kan governador de Laridjan va gaudir d'una virtual independència al controlar la via entre Teheran i Mazanderan. La capital era Ask on Abbas Kuli Khan Laridjani Sartip (després Sardar) hi tenia un palau. Va ser un valuós auxiliar del poder qajar i dels ulama reprimint la revolta babi de Mulla Husayn Djinab-i Bab al-Bab aL combat de Shaykh Tabarsi (o Tabrisi) el 1849. Abbas Kuli Khan Laridjani era llavors l'oficial de més rang al Mazanderan. El 1750 va enviar cavallers al Fars per restaurar l'orde en aquesta província i va donar el govern de Kuhgiluya i Bihbahan a oficials laridjanis mentre ell mateix actuava com a administrador. El 1860 Laridjan encara era pròspera. El 1866 Nasir al-Din Shah va viatjar al Mazanderan i Abbas Kuli Khan Laridjani es va presentar amb tots els oficials de la província de Mazanderan. Al segon viatge de Nasir al-Din Shah el 1875/1876 la decadència d'Ask era apreciable però els notables, els ulemes i xeics, conservaven encara una certa prosperitat. El 1875 un regiment fou reclutat a Laridjan i entrenat per un general italià al servei del govern de Teheran.
El darrer notable del Laridjan fou Mirza Muhammad Khan conegut com a Amir-i Mukarran, fill d'Abbas Kuli Khan Laridjani Sardar. Fou alt dignatari a la cort qajar i governava Laridjan i Amol. Durant la revolució constitucional de 1905 a 1911 va ser nomenat governador d'Astarabad i va trobar l'hostilitat de l'andjuman local. Quan Muhammad Ali Shah fou deposat el 1909 va haver de fer front al seu parent Amir-i Azam Sangsari i a la seva coalició de religiosos i bakhtiyaris. Amir-i Azam va saquejar les riquesses d'Amir-i Mukarram a Ask i se les va emportar a Teheran. En una segona expedició d'Amir-i Azam al Laridjan nombrosos bakhtiyaris foren morts entre els quals el cap Imam Kuli Khan. Amir-i Mukarran va conservar certa influència però el 1918/1919 fou exiliat a Kermansah per Wuthuk al-Dawla. Sora Rida Shah Pahlavi les seves possessions a Laridjan i pobles de Kasran i Manzanderan van esdevenir terres de la corona (amlak-i khassa) i administrades per oficials designats per la cort, que sovint foren opressius pel poble.